# Surinaamse parlementsverkiezingen 1958
De Surinaamse parlementsverkiezingen in 1958 vonden plaats op 25 juni. Tijdens de verkiezingen werden de leden van de Staten van Suriname gekozen. De winnaar van deze verkiezingen was de Nationale Partij Suriname (NPS), die na een zware terugval bij de vorige verkiezingen (van 11 naar 2 zetels) terugkwam op 9 zetels. Severinus Desiré Emanuels trad aan als premier van Suriname.

## Uitslag
| Partijen                                  | Zetels in procenten | Uitslag in zetels |
| ----------------------------------------- | ------------------- | ----------------- |
| Nationale Partij Suriname (NPS)           | 42,9%               | 9                 |
| Vooruitstrevende Hervormings Partij (VHP) | 19,0%               | 4                 |
| Progressieve Surinaamse Volkspartij (PSV) | 19,0%               | 4                 |
| KTPI (Kaum Tani Persatuan Indonesia)      | 9,5%                | 2                 |
| Nickerie Onafhankelijke Partij (NOP)      | 9,5%                | 2                 |
| Totaal                                    |                     | 21                |

## Parlementsleden
NPS
- Emile Ensberg
- Frank Essed
- Emile de la Fuente
- Johan Kraag
- Walter Lim A Po
- Johan Adolf Pengel
- Emanuel Ferdinand Pierau
- Just Rens
- Jules Sof

VHP
- J. Lachmon
- H. Mungra
- H.S. Radhakishun
- M. Ramdjan (Moslimblok)

PSV
- H.A.F. Heidweiller
- E.L.A. Wijntuin
- L.H. Guda
- P.A.M. van Philips

KTPI
- I. Soemita
- S. Soedardjo

Nickeriaanse Onafhankelijke Partij
- D. Poetoe
- J.S. Kolhoe

### Mutaties
- Van Philips (PSV) werd in 1958 minister en kon dus geen Statenlid blijven waarop hij werd opgevolgd door zijn partijgenoot Coen Ooft.
- De NPS-Statenleden Essed en Ensberg werden in 1958 eveneens minister waarna A.C. Morgenstond en Olton van Genderen van de NPS hen opvolgden.
- Pierau is in 1962 overleden